# A Western Masquerade
A Western Masquerade è un cortometraggio muto del 1916 scritto, diretto e interpretato da Tom Mix. Prodotto dalla Selig, commedia di genere western, il film aveva come altri interpreti Victoria Forde, Joe Ryan e Sid Jordan.

## Trama
Tom Bruce fa l'attore, ma scopre presto che quella vita non fa per lui. Così, quando arriva in una cittadina del west dove vede che stanno cercando un maestro per la locale scuola, decide di presentarsi per quel posto e lasciare la compagnia teatrale. La più interessante delle allieve è la bella Vicky Withers. Ma Billy Stone, un rozzo allevatore, geloso del nuovo venuto, va dal vecchio Withers, il padre della ragazza, per riferirgli del flirt della figlia. Withers, dirigente scolastico, fa così perdere il posto a Tom e mette l'annuncio per trovare una donna come insegnante. Il vecchio mestiere di attore viene in soccorso a Tom che, mascheratosi da donna, riesce a farsi assumere, così da poter sempre stare vicino alla sua amata Vicky. Il vecchio Withers è subito attratto dalla nuova affascinante maestra e comincia a farle la corte, innamorato perso. Tanto che si dichiara, chiedendola in moglie. La strana signora si rivela essere Tom che, finalmente, a questo punto, ottiene la tanto sospirata mano di Vicky.

## Produzione
Il film fu prodotto dalla Selig Polyscope Company.

## Distribuzione
Distribuito dalla General Film Company, il film - un cortometraggio in una bobina - uscì nelle sale cinematografiche statunitensi il 12 agosto 1916.